# Djewol
Djewol este o comună din departamentul Kaédi, Regiunea Gorgol, Mauritania, cu o populație de 11.532 locuitori.